# İzmirspor
Izmirspor is een Turkse voetbalclub uit İzmir. De club werd in 1923 opgericht en stond mee aan de wieg van de Turkse competitie in 1959. Na degradatie in 1967 kon de club nog 1 seizoen terugkeren, maar was vanaf dan vooral actief in de 2de klasse.

## Ligajaren
1. Lig: 1958-1967, 1968-1969
2. Lig: 1967-1968, 1969-1972, 1980-1988, 1989-1993, 1998-2004
3. Kademe (3. Lig ve 2. Lig B Kategorisi): 1972-1980, 1988-1989, 1993-1998, 2004-2008
4. Kademe: 2008--

## Bekende spelers
- Metin Oktay
- Semih Şentürk
- Yekta Kurtuluş

## Eindrangschikkingen 1ste klasse
- 1959 - 4de (witte groep)
- 1959/60 - 4de
- 1960/61 - 6de
- 1961/62 - 17de
- 1962/63 - 8ste
- 1963/64 - 13de
- 1964/65 - 12de
- 1965/66 - 12de
- 1966/67 - 16de
- 1968/69 - 16de